# Petrochina
Petrochina Company Limited (Förenklade kinesiska tecken: 中国石油天然气股份有限公司, traditionella kinesiska tecken: 中國石油天然氣股份有限公司) är ett kinesiskt petroleumföretag, och en del av China National Petroleum Corporation (CNPC) som är Kinas största oljeproducent.
De var det första företag att nå $1 biljon i marknadskapitalisering, det skedde år 2007, när de gjorde debut på Shanghaibörsen.
Företaget bildades när CNPC omstrukturerade sig 1999 och alla tillgångar för utforskning, produktion, raffinering och marknadsföring gällande råolja, naturgas och kemikalier flyttades över till Petrochina. Idag[när?] är Petrochina det mest lönsammast företaget i hela Asien, mycket tack vare det duopol som Petrochina och deras konkurrent Sinopec har idag[när?] i Kina.